# Bobby Rocks
Bobby Rocks är en kulle i Antarktis. Den ligger i Östantarktis. Australien gör anspråk på området. Toppen på Bobby Rocks är 1 628 meter över havet.
Terrängen runt Bobby Rocks är platt åt sydost, men åt nordväst är den kuperad. Terrängen runt Bobby Rocks sluttar österut. Trakten är obefolkad.